# Vittorio Grevi
(Giorgio Napolitano, Presidente della Repubblica)
Vittorio Grevi (Pavia, 2 settembre 1942 – Pavia, 4 dicembre 2010) è stato un giurista e editorialista italiano.

## Biografia
Suo padre era Gino Grevi, allenatore della squadra italiana femminile di ginnastica artistica vincitrice della medaglia d'argento alle Olimpiadi di Amsterdam del 1928.
Compiuti gli studi presso il Liceo Classico Ugo Foscolo di Pavia, fu successivamente convittore del Collegio Ghislieri. Sempre a Pavia si laureò in Giurisprudenza nel 1965 dove divenne assistente in Procedura Penale, poi professore incaricato. Nel 1971, ad appena 29 anni, divenne professore ordinario presso la facoltà di Giurisprudenza dell'Università degli Studi di Macerata, ove ebbe una breve parentesi di insegnamento, per poi conseguire definitivamente la cattedra di ordinario di Procedura Penale nella Facoltà di Giurisprudenza dell'Università degli Studi di Pavia nel 1974.
Fu nominato membro, a più riprese tra il 1974 e il 1998, delle commissioni governative di riforma del processo penale: tra di esse vi fu quella presieduta da Giandomenico Pisapia, dai cui lavori nacque nel 1989 il nuovo Codice di procedura penale italiano che decretò la transizione del processo penale italiano dal sistema inquisitorio a quello accusatorio. Nel 1978 venne chiamato a collaborare con il Viminale in qualità di consigliere giuridico dall'allora Ministro dell'interno Virginio Rognoni, subentrato a Francesco Cossiga dopo l'omicidio di Aldo Moro.
Personalità di grande austerità e rigore professionale, sin dall'inizio del suo percorso di studioso operò la scelta di non esercitare la professione di avvocato, pur essendo iscritto all'Albo, al fine di tutelare il proprio ruolo di accademico e non compromettere la propria onestà di analisi e giudizio scientifico: tale posizione fu da lui mantenuta e difesa anche dopo aver raggiunto la grandissima autorevolezza di giurista che lo accompagnava, a onta dei grandi vantaggi materiali che dall'esercizio della professione forense gli sarebbero derivati.
La ferma onestà intellettuale e l'autorevole rigore metodologico che lo caratterizzavano trovarono fedele rappresentazione tanto nelle analisi che gli venivano sollecitate nel corso di programmi televisivi di approfondimento politico, ove veniva interpellato in veste di esperto di Procedura Penale, quanto e soprattutto nella sua copiosa attività di editorialista in tema di giustizia penale, attività che da oltre vent'anni trovava forma in pubblicazioni di frequentissima cadenza sul Corriere della Sera e - in precedenza - su Il Sole-24 Ore e Il Giorno.
Le sue prese di posizione, aventi come unico riferimento i princìpi della Costituzione, lo avrebbero reso poco gradito al potere politico: gli sarebbero state d'ostacolo all'accesso a cariche prestigiose come la vicepresidenza del Consiglio superiore della magistratura o l'elezione a giudice della Corte Costituzionale, ruoli per i quali il suo nome era pure stato a più riprese proposto (l'ultima volta, appena quattro mesi prima della sua morte, da Antonio Di Pietro e l'Italia dei Valori); lo strisciante ostracismo di palazzo dimostrato nei suoi riguardi, spesso senza alcuna distinzione di segno o colore politico, ha indotto diversi commentatori e intellettuali a dure reazioni di sdegno, ingenerando aspre polemiche che sono proseguite anche dopo la sua morte.
Promotore e socio fondatore, con altri professori di Procedura penale, dell'Associazione tra gli Studiosi del Processo Penale, ne rivestì anche la carica di segretario dal 1985 al 1997. Al momento della sua morte era uno dei tre membri italiani della Fondation Internationale Pénale et Pénitentiaire. Fu componente della direzione delle riviste Cassazione penale e della Rivista italiana di diritto e procedura penale e direttore della collana "Giustizia penale oggi" (Zanichelli) e della collana "Procedura penale" (Giappichelli); insieme a Giovanni Conso è stato curatore per la CEDAM del Commentario breve al Codice di Procedura Penale, nonché di un importante manuale sulla Procedura Penale, il Compendio di Procedura Penale, la cui ultima edizione era stata licenziata appena due mesi prima della sua scomparsa.
Fu nominato nel 2010 socio onorario dell'associazione Libertà e Giustizia.
È morto a Pavia il 4 dicembre 2010 a causa di una forma fulminante di leucemia. Donò parte dei suoi volumi alla Biblioteca di Giurisprudenza dell'Università di Pavia.

## Attività scientifica
Ha pubblicato le seguenti monografie:
- Imputato minorenne e impugnazione del genitore, Giuffrè, Milano, 1970;
- Nemo tenetur se detegere. Interrogatorio dell'imputato e diritto al silenzio nel processo penale, Giuffrè, Milano, 1972;
- Libertà personale dell'imputato e Costituzione, Giuffrè, Milano, 1976;
- La nuova disciplina delle intercettazioni telefoniche, Giuffrè, Milano, 1979;
- Le sommarie informazioni di polizia e la difesa dell'indiziato, Giuffrè, Milano, 1980;
- la raccolta di studi Alla ricerca di un processo penale giusto, Giuffrè, Milano, 2000.

Ha curato e diretto, insieme ad altri autori, tra i quali G. Conso, G. Neppi Modona, G. Giostra e F. Della Casa:
- Commentario breve al codice di procedura penale, Cedam, Padova, 1988;
- Profili del nuovo codice di procedura penale, Cedam, Padova, quattro edizioni, 1991-1996;
- Compendio di procedura penale, Cedam, Padova, Vª ed. 2010.
- Il nuovo codice di procedura penale dalle leggi delega ai decreti delegati, 9 voll., Cedam, Padova, 1990-1993.
- Ordinamento penitenziario. Commento articolo per articolo, 2ª ed., Cedam, Padova, 2000.

Ha inoltre coordinato, scrivendone il saggio introduttivo, i seguenti volumi collettanei:
- Il problema dell'autodifesa nel processo penale, Zanichelli, Bologna; 1977;
- Diritti dei detenuti e trattamento penitenziario, Zanichelli, Bologna, 1981;
- Alternative alla detenzione e riforma penitenziaria, Zanichelli, Bologna, 1982;
- Tribunale della libertà e garanzie individuali, Zanichelli, Bologna, 1983;
- La nuova disciplina della libertà personale nel processo penale, Cedam, Padova, 1985;
- L'ordinamento penitenziario dopo la riforma, Cedam, Padova, 1988;
- La libertà personale dell'imputato verso il nuovo processo penale, Cedam, Padova, 1989;
- L'ordinamento penitenziario tra riforme ed emergenze, Cedam, Padova, 1994;
- Processo penale e criminalità organizzata, Laterza, Bari, 1993;
- Misure cautelari e diritto di difesa, Giuffrè, Milano, 1996.